# Racah (cráter)

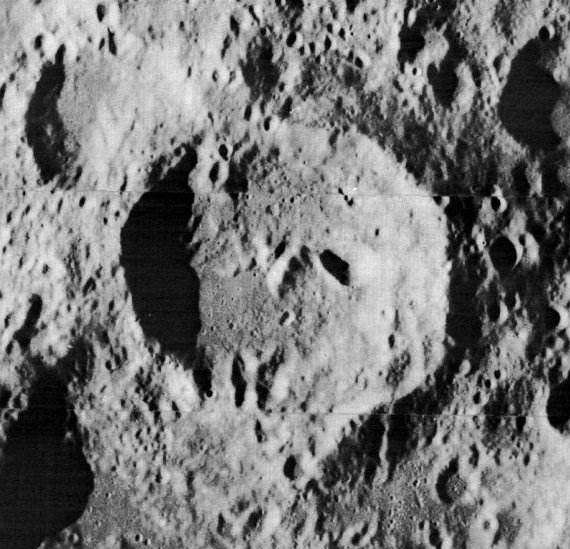
Imagen de la misión Lunar Orbiter 2

Racah es un cráter de impacto perteneciente a la cara oculta de la Luna, situado casi al sur del cráter más grande Daedalus. Atraviesa la longitud lunar 180° Oeste, es decir, la longitud diametralmente opuesta a la Tierra. Al oeste-suroeste de Racah se halla el cráter Aitken, y al sureste se encuentra De Vries.
El brocal de este cráter está erosionado y no es muy circular, con un prominente saliente hacia el oeste-noroeste. El borde está un poco dañado en su lado sur, pero no aparecen cráteres adyacentes significativos. El suelo interior es irregular en algunos lugares, con pequeños impactos.
El cráter recibió su nombre en honor del físico israelí Giulio Racah.

## Cráteres satélite
Por convención estos elementos son identificados en los mapas lunares poniendo la letra en el lado del punto medio del cráter que está más cercano a Racah.
|       | \| Racah \| Coordenadas \| Diámetro \| \| ----- \| -------------------------------- \| -------- \| \| B \| 10°30′S 178°24′O / -10.5, -178.4 \| 27 km \| \| J \| 16°30′S 177°24′O / -16.5, -177.4 \| 37 km \| \| K \| 16°48′S 178°36′O / -16.8, -178.6 \| 52 km \| \| N \| 17°00′S 179°00′E / -17.0, 179.0 \| 35 km \| \| T \| 13°48′S 177°30′E / -13.8, 177.5 \| 21 km \| \| U \| 13°12′S 177°12′E / -13.2, 177.2 \| 25 km \| \| W \| 12°30′S 178°54′E / -12.5, 178.9 \| 39 km \| \| X \| 10°12′S 179°00′E / -10.2, 179.0 \| 14 km \| |          |
| Racah | Coordenadas | Diámetro |
| B     | 10°30′S 178°24′O / -10.5, -178.4 | 27 km    |
| J     | 16°30′S 177°24′O / -16.5, -177.4 | 37 km    |
| K     | 16°48′S 178°36′O / -16.8, -178.6 | 52 km    |
| N     | 17°00′S 179°00′E / -17.0, 179.0 | 35 km    |
| T     | 13°48′S 177°30′E / -13.8, 177.5 | 21 km    |
| U     | 13°12′S 177°12′E / -13.2, 177.2 | 25 km    |
| W     | 12°30′S 178°54′E / -12.5, 178.9 | 39 km    |
| X     | 10°12′S 179°00′E / -10.2, 179.0 | 14 km    |